# Наборные Сыреси
Наборные Сыреси — село в Атяшевском районе, входит в Козловское сельское поселение.

## Этимология
Название-антропоним: от дохристианского мордовского имени Сыресь, определение «наборные» означает «село на бору».

## География
Расположено в 22 км от районного центра и железнодорожной станции Атяшево.

## История
Впервые упоминаются в 1704 г. В «Приходную книгу по сбору окладных денег с ясашного населения Саранского уезда на 1714 год» внесены сведения: «В Саранском уезде ясашных людей русских и мордвы по переписным книгам 704 (1704) года… в деревне Сыресеве пять дворов ясашной мордвы, окладных по 4 рубля…». По сведениям «Доимочной книги Саранского уезда 1736 года», в деревне проживали «43 души мужского пола ясашной мордвы и 67 душ мужского пола ясашных русских крестьян». В 1732 г. они были приписаны к Починковским поташным заводам (см. Поташное производство). По данным Генерального межевания 1785 г., в д. Наборные Сыреси было 59 дворов (586 чел.). По сведениям 1910—1911 гг., в с. Наборные Сыреси Козловской волости Ардатовского уезда действовали церковь и школа.
В 1930-е гг. были созданы колхозы «Прогресс» и «Победа», в 1950 г. были объединены с колхозом «Рассвет», с 1992 г. — в составе СХПК «Прогресс», с 2001 г. — в составе ЗАО «АгроАтяшево».
До 2014 года были центром Наборно-Сыресевской сельской администрации, в которую входил ещё один населенный пункт — деревня Чукалы-на-Нуе (110 чел.).

## Население
| 2001 | 2002 | 2010 |
| ---- | ---- | ---- |
| 346  | ↘309 | ↘207 |

Национальный состав
Население 346 чел. (2001), в основном русские.

## Уроженцы
Уроженцы села — Герой Социалистического Труда А. П. Узойкин, строитель Ф. Т. Грачёва, депутат Верховного Совета СССР А. С. Закурдаев, генерал-майор Е. А. Карасёв, кандидат филологических наук А. И. Узойкин, хоккеист В. Г. Шувалов.

## Источник
- Энциклопедия Мордовия, И. С. Марискин, О. И. Марискин.